# Holló Mária (vegyészmérnök)
Jánossy Ferencné Holló Mária (Miskolc, 1924. január 16. – Budapest, 1972. március 24.) magyar vegyészmérnök, a műszaki tudományok kandidátusa (1962).

## Életpályája
Elemi és középiskolai tanulmányait szülővárosában végezte el. 1942-ben a Középiskolai Tanárvizsgáló Bizottság előtt nyelvtanári államvizsgát tett. Magyarország német megszállásakor családjával együtt deportálták; szülei a holokauszt áldozatai lettek, maga is koncentrációs táborban volt. 1947-ben a budapesti Pázmány Péter Tudományegyetemen közgazdász doktori diplomát szerzett. 1950-ben az Eötvös Loránd Tudományegyetem Természettudományi Karán vegyész oklevelet kapott. 1950–1954 között az Alumíniumipari, illetve a Műszaki Fizikai Kutató Intézet tudományos segédmunkatársa volt. 1954–1956 között a Korróziós Laboratórium laboratóriumvezető tudományos munkatársa volt. 1955–1958 között az MTA–TMB önálló aspiránsaként dolgozott. 1957–1961 között a Magyar Tudományos Akadémia Műszaki Fizikai Kutatóintézet Mikromorfológiai Osztályának tudományos munkatársa volt. 1961–1970 között a Csepel Vas- és Fémművek Minőségellenőrző és Anyagvizsgáló Intézet Elektronmikroszkóp Laboratóriumának laboratóriumvezető főmérnöke volt. 1962–1970 között az MSZMP KB Társadalomtudományi Intézete szerződéses tudományos munkatársa volt. 1971–1972 között a Magyar Tudományos Akadémia Filozófiai Intézetének tudományos főmunkatársa volt.
A tudományos technikai forradalom társadalmi vonatkozásaival foglalkozott. A fémek korróziójára vonatkozó kutatásai is jelentősek.

### Családja
Szülei Hollaender Béla ügyvéd és Schrecker Etelka pedagógus voltak. Testvére Holló Gusztáv jogász, a Központi Döntőbizottság tárgyalásvezető bírója volt. 1947–1956 között Gyenes Péter, Gyenes Sándor vezető államügyésznek a fia volt a férje; kémikus volt. Fia: Gyenes András (1951–). Második párja Jánossy Ferenc (1914–1997) közgazdász, gépészmérnök; aki Lukács György (1885–1971) nevelt fia volt.
Halálát szívinfarktus okozta. Temetése a Farkasréti temetőben történt (11/1-1-388).

## Művei
- Szenek oxidálhatóságának vizsgálata, különös tekintettel az anódszenekre (Antonescu Adriánnal és Papp Elemérrel) – Feszültség alatti korrózió (Bányászati és Kohászati Lapok. Alumínium, 1951)
- Könnyűfémragasztás (Magyar Technika, 1952)
- Alumínium ötvözetek vizsgálata feszültségi korrózió módszerével. – Szemcsefinomító adalékok és magnézium hatása a finomított alumínium korrózióállóságára (Bányászati és Kohászati Lapok; Alumínium, 1953)
- Fémkorróziós vizsgálat módszerek szabványosítása (Szabványosítás, 1953)
- Fémragasztás és alkalmazása vegyipari könnyűfém berendezéseknél (Vegyipari kutatóintézetek közleményei. I–III. kötet. Szerkesztette: Ettre László. Budapest, 1953)
- Egyszerű korróziós vizsgálati módszerek (A Mérnöki Továbbképző Intézet kiadványai; Budapest, 1953)
- A korróziósebességet befolyásoló tényezők (A Mérnöki Továbbképző Intézet kiadványai; Budapest, 1953/54)
- Mechanikai igénybevétel és korrózió együttes hatása a fémekre és ötvözetekre (A Mérnöki Továbbképző Intézet kiadványai; Budapest, 1953/54)
- A titán és a bór hatása a nagytisztaságú alumínium kémiai ellenállóképességére (MTA Kémiai Tudományok Osztálya Közleményei, 1954)
- Fémek ragasztása (Természet és Társadalom, 1954)
- Újabb szempontok és korróziós adatok az alumínium ötvözetek hajóépítő-ipari felhasználásához. 1–3. (Járművek és Gépek, 1954)
- Kényszerkeringésű egycsöves kazánok elgőzölögtető csövei korróziójának vizsgálata. 1–3. (Kurovszky Istvánnal; Magyar Energiagazdaság, 1954–1955)
- Termikus alumíniumbevonatok védőhatása (A Mérnöki Továbbképző Intézet kiadványai; Budapest, 1955)
- Hogyan ragasszunk fémeket? (Budapest, 1956)
- A fémek korróziója és felületvédelme (Budapest, 1956)
- Fémragasztás (Vancsó Gyulánéval) – A fémragasztás alkalmazása. – Vas és acél felületvédelme alumíniummal korrózió és revesedés ellen (Gép, 1956)
- Alumínium alkalmazása vasnak revesedés és korrózió elleni védelmére (Bányászati és Kohászati Lapok. Öntöde, 1956)
- Kísérletek az alumíniumnak a cserzőanyaggyártásban történő felhasználására (Kohászati Lapok. Alumínium, 1956)
- Alumínium–magnézium ötvözetek szemcseközi korróziója (Kandidátusi értekezés; Budapest, 1960)
- Felületek vizsgálata lenyomatos módszerrel. – Fémek vizsgálata elektronmikroszkóppal (Az elektronmikroszkóp és alkalmazása. I–II. kötet. Szerkesztette: Árkosi Klára; Budapest, 1960)
- Korróziós vizsgálatok (szerkesztő; Budapest, 1964)
- A tudományos-technikai forradalom, mint világtörténeti folyamat és a reá való felkészülésünk tudományos megalapozása (Budapest, 1971)
- Az előrelátás szükségessége és objektív lehetősége (Társadalmi Szemle, 1972)
- Technika és társadalom. A technikai fejlődés és a munkaerő szakmastruktúrája (Budapest, 1974)